# Elecciones generales de España de abril de 2019
El domingo 28 de abril de 2019 se celebraron elecciones generales en España. Fueron las decimocuartas desde la transición a la democracia y las terceras con Felipe VI como rey. 
Tras las elecciones generales del 26 de junio de 2016, el Partido Popular (PP) pudo formar un gobierno minoritario con el apoyo de los partidos Ciudadanos (Cs) y Coalición Canaria. Después de que una crisis en el seno del Partido Socialista Obrero Español (PSOE) resultara en el derrocamiento de Pedro Sánchez como su líder, la abstención de este partido permitió la investidura de Mariano Rajoy como presidente del Gobierno de España. 
La posición de Rajoy y el PP en el poder se vería socavada por la crisis constitucional sobre la cuestión catalana, el resultado de una elección regional celebrada en Cataluña, los escándalos de corrupción y las protestas masivas de grupos de jubilados que demandaban aumentos en las pensiones. Las encuestas de opinión realizadas a principios de 2018 sugerían un colapso electoral del PP. 
El 24 de mayo de 2018 la Audiencia Nacional determinó como resultado de las investigaciones del llamado "Caso Gürtel" la existencia, desde la fundación del partido en 1989, de una estructura de contabilidad y financiamiento ilegal en las finanzas del PP, que se desarrollaba en paralelo a lo que el propio partido informaba oficialmente. El 25 de mayo el PSOE registró en el Congreso de los Diputados una moción de censura al gobierno de Rajoy, y Ciudadanos (Cs) certificó el final de su apoyo al Gobierno y pidió que se convocasen elecciones anticipadas, pero expresando su desvinculación con la acción de Sánchez. El día 1 de junio de 2018 se votó la moción de censura, resultando ganadora con 180 votos a favor, 169 votos en contra y una abstención, por lo que Rajoy renunció como líder del PP, siendo reemplazado por Pablo Casado.
El 13 de febrero de 2019 el Congreso de los Diputados rechazó el presupuesto propuesto para 2019, por lo que Sánchez convocó a elecciones anticipadas para abril, y la fecha específica se anunció tras una reunión del Consejo de Ministros el 15 de febrero. Se celebraron finalmente el 28 de abril junto con las elecciones valencianas, y a un mes de las elecciones europeas, autonómicas y municipales del 26 de mayo.

## Sistema electoral
Las Cortes Generales españolas están previstas como un sistema bicameral imperfecto. El Congreso de los Diputados tiene mayor poder legislativo que el Senado, tiene la capacidad de votar con confianza o retirarlo a un presidente del Gobierno y anular los vetos del Senado por mayoría absoluta de votos. No obstante, el Senado posee algunas funciones exclusivas, aunque limitadas en número —como su función en la enmienda constitucional— que no están sujetas a la anulación del Congreso. La votación para las Cortes Generales se basa en el sufragio universal, que comprende a todos los ciudadanos mayores de dieciocho años y en pleno disfrute de sus derechos políticos. Además, los españoles en el extranjero deben solicitar votar antes de que se les permita votar, un sistema conocido como «voto rogado» o voto de expatriados.
Para el Congreso de los Diputados, se eligen 350 escaños utilizando el método D'Hondt y una representación proporcional de lista cerrada, con un umbral del 3 por ciento de votos válidos, que incluye votos en blanco, que se aplican en cada distrito electoral. Las partes que no alcanzan el umbral no se toman en cuenta para la distribución de asientos. Además, el uso del método D'Hondt puede resultar en un umbral efectivo de más del tres por ciento, dependiendo de la magnitud del distrito. Los asientos están asignados a circunscripciones, correspondientes a las provincias de España. Cada distrito electoral tiene derecho a un mínimo inicial de dos escaños, con los restantes 248 asignados entre los grupos en proporción a sus poblaciones. A Ceuta y Melilla se les asigna un escaño a cada una, que se eligen por representación proporcional de lista cerrada pero al repartir solo un escaño la votación se vuelve mayoritaria uninominal de facto votación.
Para el Senado, 208 escaños son elegidos usando una lista abierta de votación de bloque parcial, con electores que votan por candidatos individuales en lugar de partidos. En los distritos electorales que eligen cuatro asientos, los electores pueden votar por hasta tres candidatos; en aquellos con dos o tres escaños, hasta dos candidatos; y por un candidato en distritos uninominales. A cada una de las 47 provincias peninsulares se les asignan cuatro escaños, mientras que para las provincias insulares, como las Islas Baleares y Canarias, los distritos son las islas en sí mismas, y las más grandes (Mallorca, Gran Canaria y Tenerife) tienen tres escaños cada una, y las más pequeñas —Menorca, Ibiza, Formentera, Fuerteventura, La Gomera, El Hierro, Lanzarote y La Palma— una cada una. Ceuta y Melilla eligen dos escaños cada una. Además, las comunidades autónomas pueden nombrar al menos un senador cada una y tienen derecho a un senador adicional por cada millón de habitantes.
La ley electoral establece que los partidos, federaciones, coaliciones y agrupaciones de electores pueden presentar listas de candidatos. Sin embargo, los partidos, federaciones o coaliciones que no hayan obtenido un mandato en ninguna de las cámaras del Parlamento en la elección anterior deben garantizar la firma de al menos el 0,1 por ciento de los electores registrados en la circunscripción para la cual buscan la elección, mientras que las agrupaciones se requiere que los electores aseguren la firma del 1 por ciento de los electores. Los electores no pueden firmar por más de una lista de candidatos. Al mismo tiempo, los partidos y las federaciones que pretenden ingresar en la coalición para participar conjuntamente en una elección deben informar a la Comisión Electoral pertinente dentro de los diez días posteriores a la convocatoria.
En estas elecciones, Madrid y Barcelona ganan un escaño, en detrimento de las circunscripciones de Valencia y Asturias.
La distribución y número de diputados para las elecciones de 2019 quedaron fijados de la siguiente manera:
| Circunscripción                                                                    | Diputados | Mapa |
| ---------------------------------------------------------------------------------- | --------- | ---- |
| Madrid(+1)                                                                         | 37        |      |
| Barcelona(+1)                                                                      | 32        |      |
| Valencia(–1)                                                                       | 15        |      |
| Alicante y Sevilla                                                                 | 12        |      |
| Málaga                                                                             | 11        |      |
| Murcia                                                                             | 10        |      |
| Cádiz                                                                              | 9         |      |
| La Coruña, Vizcaya, Islas Baleares y Las Palmas                                    | 8         |      |
| Asturias(–1), Granada, Pontevedra, Santa Cruz de Tenerife y Zaragoza               | 7         |      |
| Almería, Badajoz, Córdoba, Gerona, Guipúzcoa, Tarragona y Toledo                   | 6         |      |
| Cantabria, Castellón, Ciudad Real, Huelva, Jaén, Navarra y Valladolid              | 5         |      |
| Álava, Albacete, Burgos, Cáceres, León, Lérida, Lugo, Orense, La Rioja y Salamanca | 4         |      |
| Ávila, Cuenca, Guadalajara, Huesca, Palencia, Segovia, Teruel y Zamora             | 3         |      |
| Soria                                                                              | 2         |      |
| Ceuta y Melilla                                                                    | 1         |      |

### Senado
De acuerdo con la Constitución, el Senado es una Cámara de representación territorial. Además de los 208 senadores que son elegidos por sufragio universal, libre, igual, directo y secreto, los órganos legislativos de las comunidades autónomas designan un senador y otro por cada millón de habitantes, conformando así un total de 265 senadores. 
En cada circunscripción provincial se elegirán cuatro senadores; en las circunscripciones insulares se elegirán tres en Gran Canaria, Mallorca y Tenerife, y uno en Ibiza-Formentera, Menorca, Fuerteventura, La Gomera, El Hierro, Lanzarote y La Palma. Las poblaciones de Ceuta y Melilla elegirán cada una de ellas dos senadores. La distribución y número de senadores para las elecciones de 2019 quedaron fijados de la siguiente manera:
| Circunscripción                                                                      | Senadores | Mapa |
| ------------------------------------------------------------------------------------ | --------- | ---- |
| Circunscripción provincial                                                           | 4         |      |
| Gran Canaria, Mallorca y Tenerife                                                    | 3         |      |
| Ceuta y Melilla                                                                      | 2         |      |
| Fuerteventura, La Gomera, El Hierro, Ibiza-Formentera, Lanzarote, Menorca y La Palma | 1         |      |

### Mesas electorales
Debido a la excepcional circunstancia de solapamiento entre diversos comicios (en el plazo de un mes están convocadas elecciones a Cortes Generales, elecciones al Parlamento Europeo, elecciones a diversos Parlamentos Autonómicos y elecciones municipales), y de acuerdo al principio de eficiencia en la asignación y utilización de los recursos públicos, la Junta Electoral Central aprobó la petición de la Oficina del Censo Electoral que proponía la utilización de las mesas electorales correspondientes a las entidades de ámbito territorial inferior al municipio (inicialmente previstas solamente para las elecciones locales) en las elecciones generales.
Asimismo, también aprobó la petición en la que se proponía realizar un solo envío de la tarjeta censal correspondiente a las elecciones previstas para el 28 de abril y 26 de mayo de 2019. La Oficina del Censo Electoral aseguró que velaría para que dicha concentración en un solo envío no generase confusión y atendería a los casos que requieran un tratamiento singularizado.

## Calendario
| Fecha       | Evento |
| ----------- | --- |
| 5 de marzo  | Publicación en el Boletín Oficial del Estado del real decreto de disolución de las Cortes y de convocatoria de elecciones.                    |
| 8 de marzo  | Constitución inicial de las Juntas Electorales Provinciales y de Zona.                                                                        |
| 11 de marzo | Publicación en boletines oficiales provinciales y exposición en ayuntamientos de las secciones, locales y mesas.                              |
| 12 de marzo | Último día de publicación en los boletines oficiales provinciales de la relación de miembros de Juntas Electorales Provinciales y de Zona.    |
| 15 de marzo | Último día para que los partidos que quieren presentarse en coalición con otras formaciones lo comuniquen a la Junta Electoral.               |
| 18 de marzo | Último día de consulta del censo electoral en ayuntamientos y consulados y reclamaciones respecto de las inclusiones/exclusiones en el censo. |
| 22 de marzo | Notificación y exposición en los ayuntamientos y consulados de las rectificaciones del censo.                                                 |
| 25 de marzo | Último día para presentar las candidaturas ante la Junta Electoral.                                                                           |
| 27 de marzo | Publicación en el 'Boletín Oficial del Estado de las candidaturas presentadas.                                                                |
| 30 de marzo | Último día para que los españoles residentes en el extranjero y temporalmente ausentes soliciten el voto.                                     |
| 1 de abril  | Último día para que se solicite documentación para el voto en braille.                                                                        |
| 2 de abril  | Publicación en el Boletín Oficial de Estado de las candidaturas proclamadas una vez subsanadas las posibles irregularidades detectadas.       |
| 3 de abril  | Último día para designar por sorteo a los miembros de las mesas electorales.                                                                  |
| 12 de abril | Comienzo de la campaña electoral a las 00:00 horas.                                                                                           |
| 18 de abril | Último día para solicitar el voto por correo para los electores residentes en España.                                                         |
| 23 de abril | Prohibición de publicación, difusión o reproducción de sondeos electorales.                                                                   |
| 26 de abril | Finalización de la campaña electoral a las 24:00 horas.                                                                                       |
| 27 de abril | Jornada de reflexión. |
| 28 de abril | Jornada electoral. |
| 1 de mayo   | Tiene lugar el escrutinio general, en el que también se cuentan los votos procedentes del extranjero.                                         |
| 21 de mayo  | Constitución de las Cortes Generales a las 10:00 horas.                                                                                       |
| 22 de junio | Último día para que se publiquen los resultados definitivos de las elecciones.                                                                |

## Fecha de la elección

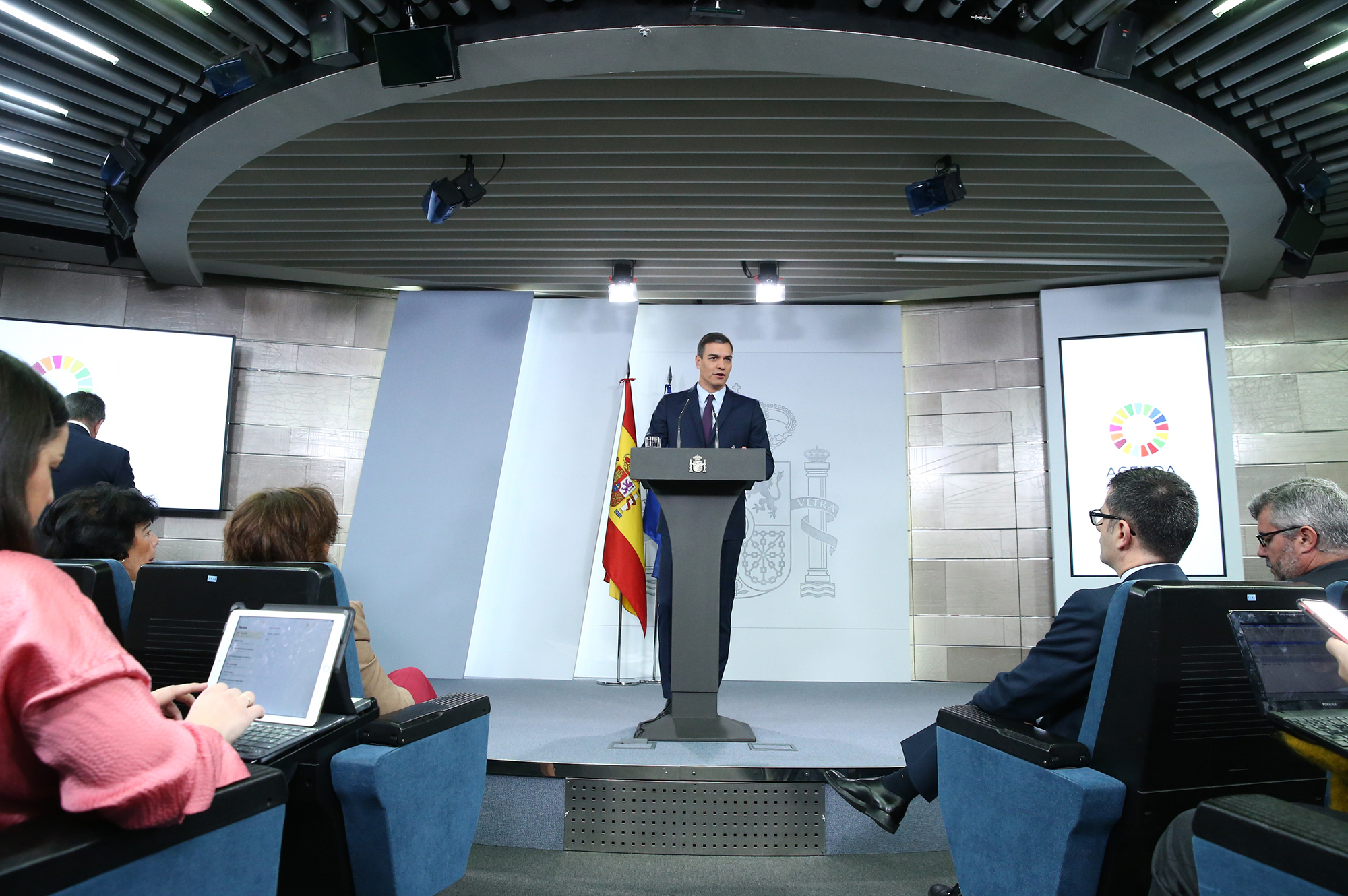
El presidente del Gobierno, Pedro Sánchez, convoca elecciones anticipadas para el 28 de abril de 2019.

El término de cada cámara de las Cortes Generales —el Congreso de los Diputados y el Senado— expira cuatro años a partir de la fecha de su elección anterior, a menos que se disuelvan antes. El decreto de elección se emitirá a más tardar el vigésimo quinto día antes de la fecha de expiración de las Cortes, en caso de que el presidente del Gobierno no haga uso de su prerrogativa de disolución temprana. El decreto se publicará al día siguiente en el Boletín Oficial del Estado, y el día de la elección tendrá lugar el quincuagésimo cuarto día a partir de la publicación. La elección anterior se celebró el 26 de junio de 2016, lo que significa que el mandato de la legislatura expirará el 26 de junio de 2020. El decreto de elección se publicará a más tardar el 2 de junio de 2020, y la elección tendrá lugar el quincuagésimo cuarto día desde la publicación, fijando la última fecha posible de elección para las Cortes Generales el domingo 26 de julio de 2020.
El presidente del Gobierno tiene la prerrogativa de disolver ambas cámaras en un momento dado, ya sea de manera conjunta o por separado, y convocar una elección rápida, siempre que no haya un movimiento de no confianza en proceso, ningún estado de emergencia esté en vigor y que la disolución no se produzca. Ha transcurrido un año antes del anterior. Además, ambas cámaras se disolverán y se convocará una nueva elección si el proceso de investidura no logra elegir a un presidente del Gobierno dentro de un período de dos meses desde la primera votación.
Después de que el Congreso de los Diputados rechazara el Presupuesto General del Estado de 2019 el 13 de febrero de 2019, se confirmó que Sánchez convocaría una elección rápida, con la fecha específica que se anunciará tras una reunión del Consejo de Ministros el 15 de febrero. Sánchez confirmó el 28 de abril como la fecha de la elección en una declaración institucional después del Consejo de Ministros, lo que significa que se espera que las Cortes Generales se disuelvan el 5 de marzo.

## Seguridad informática
Estas fueron las primeras elecciones en España tras los escándalos de acusaciones de interferencia rusa en las elecciones presidenciales de Estados Unidos de 2016. De cara a estos comicios, la Policía Nacional de España articuló una red de 100 efectivos especializados en delitos informáticos para resguardar la autenticidad de los datos manejados.

## Campaña electoral

### Lemas de campaña
| - PP: Valor seguro. - PSOE: La España que quieres/❤, Haz que pase y Estamos muy cerca - Unidas Podemos: La historia la escribes tú. - Ciudadanos: ¡Vamos! Ciudadanos. - En Comú Podem: Guanyem per avançar. ('Ganamos para avanzar') - ERC-Sobiranistes: Va de llibertat. ('Va de libertad') - EAJ-PNV: Nos mueve Euskadi. Zurea, gurea. ('Lo tuyo, lo nuestro') - JxCAT-JUNTS: Tu ets la nostra veu. Tu ets la nostra força. ('Eres nuestra voz. Eres nuestra fuerza') - Compromís: Imparables. - EH Bildu: Erabaki. Para avanzar. ('Decidir') | - Navarra Suma: Navarra suma contigo. - CC-PNC: Luchamos por Canarias. - Nueva Canarias: Para defender Canarias. Canarias con futuro. - PACMA: ReEvolución. - Vox: Por España. - BNG: Agora Galiza ('Ahora Galicia') - Geroa Bai: Navarra no se toca. Nik, Nafarroa! ('¡Yo, Navarra!') - PRC: Cantabria gana. - Actúa: #ReaccionaYActúa y #LaIzquierdaQueTúEsperas. - Front Republicà: República o República. - Centrados: #LaVamosALiar, #SegoviaGana y Diputado 176 |

### Debates electorales

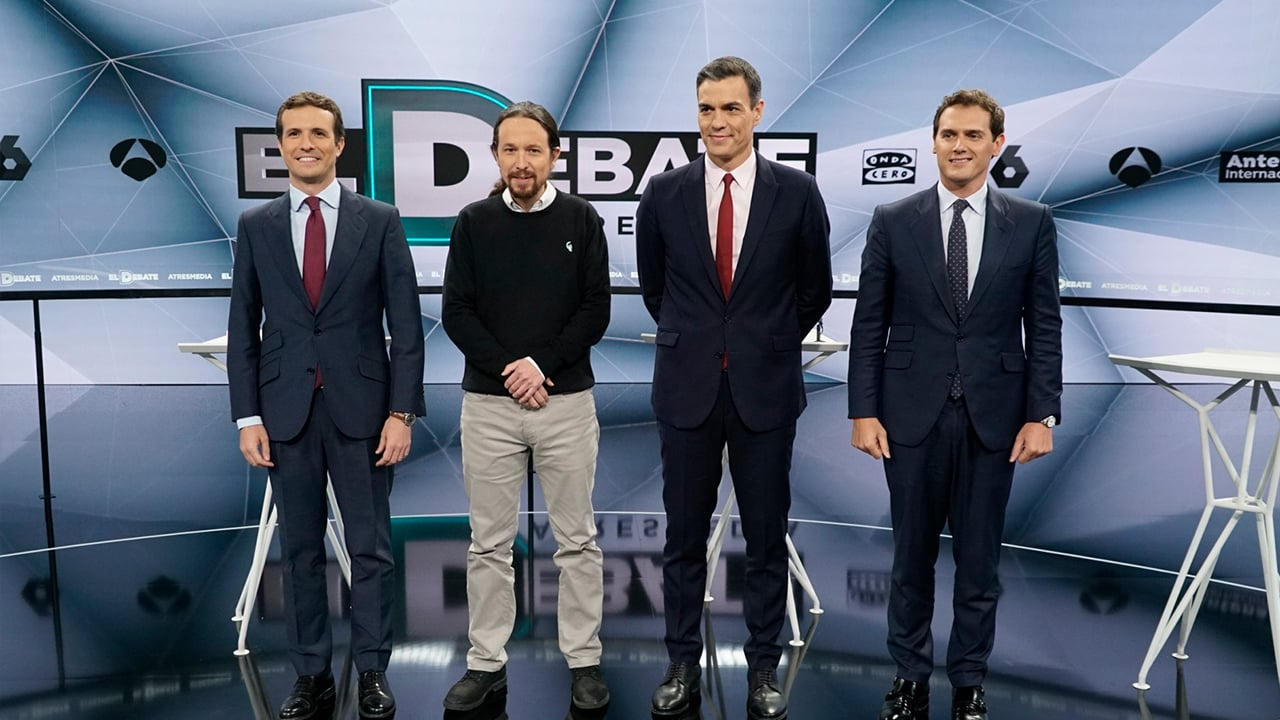
Debate celebrado por Atresmedia con los cuatro principales candidatos

#### En precampaña
- 3 de abril, La Vanguardia. Debate a seis entre los cabeza de lista al Congreso de los Diputados por Barcelona.                                                                                                                           Jaume Asens (En Comú Podem); Gabriel Rufián (ERC-Sobiranistes), en representación de Oriol Junqueras; Laura Borràs (JxCAT-JUNTS), en representación de Jordi Sànchez; Meritxell Batet (PSC); Cayetana Álvarez de Toledo (PP) e Inés Arrimadas (Ciudadanos).[46]

#### En campaña
- 15 de abril, Cadena SER Radio Valencia. Debate a cinco entre los cabezas de lista al Congreso de los Diputados por Valencia: Belén Hoyo (PPCV); José Luis Ábalos (PSPV-PSOE); María Muñoz (Ciudadanos); Joan Baldoví (Compromís) y Héctor Illueca (UP).[47]
- 15 de abril, Cadena SER Cantabria. Debate a cinco entre los cabezas de lista al Congreso de los Diputados por Cantabria: Diego Movellán (PP Cantabria); Luis Santos Clemente (PSC-PSOE); Luis del Piñal (UP), Rubén Gómez (Ciudadanos) y José María Mazón (PRC). Vox declinó la invitación.[48]
- 16 de abril, RTVE. Debate a seis entre candidatos al Congreso de los Diputados: Cayetana Álvarez de Toledo (PP), María Jesús Montero (PSOE), Irene Montero (Unidas Podemos), Inés Arrimadas (Ciudadanos), Gabriel Rufián (ERC-Sobiranistes) y Aitor Esteban (PNV).[49]
- 16 de abril, Corporación Aragonesa de Radio y Televisión (Aragón TV, Aragón Radio). Debate a cuatro entre los cabezas de lista al Congreso de los Diputados por Zaragoza: Eloy Suárez (PP-A); Susana Sumelzo (PSOE Aragón-PSOE); Pablo Echenique (UP) y Rodrigo Gómez (Ciudadanos).[50]

- 20 de abril, La Sexta. Debate a siete entre candidatos al Congreso de los Diputados: Teodoro García Egea (PP), Felipe Sicilia (PSOE), Alberto Garzón (Unidas Podemos), Toni Cantó (Ciudadanos), Gabriel Rufián (ERC-Sobiranistes), Laura Borràs (JxCAT-JUNTS) y Aitor Esteban (PNV).[51]

- 22 de abril, RTVE. Debate a cuatro entre los candidatos a la presidencia del Gobierno: Pedro Sánchez (PSOE), Pablo Casado (PP), Pablo Iglesias (Unidas Podemos), Albert Rivera (Ciudadanos).
- 23 de abril, Cadena SER Radio Rioja. Debate a seis entre los cabezas de lista al Congreso de los Diputados por La Rioja: Cuca Gamarra (PP La Rioja); María Marrodán (PSOE La Rioja-PSOE); María Luisa Alonso (Ciudadanos), Edith Pérez (UP); Jorge Cutillas (Vox) y Víctor Grandes (PR+).[52]

- 23 de abril, Atresmedia. Debate a cuatro entre los candidatos a la presidencia del Gobierno: Pedro Sánchez (PSOE), Pablo Casado (PP), Pablo Iglesias (Unidas Podemos), Albert Rivera (Ciudadanos). Inicialmente Santiago Abascal (Vox) estaba invitado al debate, pero la Junta Electoral Central se opuso debido a que esto incumplía la proporcionalidad que estipula la LOREG.[53]
- 24 de abril, Corporación Catalana de Medios Audiovisuales (TV3, Catalunya Ràdio). Debate a seis entre los cabezas de lista al Congreso de los Diputados por Barcelona: Jaume Asens (En Comú Podem); Gabriel Rufián (ERC-Sobiranistes), sustituyendo a Oriol Junqueras; Laura Borràs (JxCAT-JUNTS), sustituyendo a Jordi Sànchez; Meritxell Batet (PSC-PSOE); Cayetana Álvarez de Toledo (PPC) e Inés Arrimadas (Ciudadanos).[54]
- 24 de abril, El Correo de Álava. Debate a cinco entre los cabezas de lista al Congreso de los Diputados por Álava: Juantxo López de Uralde (UP); Javier Maroto (PPV); Mikel Legarda (PNV); Isabel Celaá (PSE-EE-PSOE) e Iñaki Ruiz de Pinedo (EHBildu).[55]
- 24 de abril, Canal Sur. Debate a cuatro entre candidatos al Congreso de los Diputados por Almería: Ángeles Martínez Martínez (PPA); Indalecio Gutiérrez Salinas (PSOE-A); Raquel Gemma Martínez Aguilar (UP) y Vicente García Egea (Ciudadanos). Vox declinó la invitación.[56]
- 24 de abril, Canal Sur. Debate a cuatro entre candidatos al Congreso de los Diputados por Cádiz: María José García Pelayo (PPA); Juan Carlos Campo (PSOE-A); Noelia Vera (UP) y María del Carmen Martínez (Ciudadanos). Vox declinó la invitación.[56]
- 24 de abril, Canal Sur. Debate a cuatro entre candidatos al Congreso de los Diputados por Córdoba: Andrés Lorite (PPA); Luis Planas (PSOE-A); Martina Velarde (UP) y Marcial Gómez (Ciudadanos). Vox declinó la invitación.[56]
- 24 de abril, Canal Sur. Debate a cuatro entre candidatos al Congreso de los Diputados por Granada: Carlos Rojas (PPA); José Antonio Montilla (PSOE-A); Pedro Antonio Honrubia (UP) y Fran Hervías (Ciudadanos). Vox declinó la invitación.[56]
- 24 de abril, Canal Sur. Debate a cuatro entre candidatos al Congreso de los Diputados por Huelva: José Enrique Borrallo (PPA); José Luis Ramos (PSOE-A); Alejandro García (UP) y Carlos Hermoso (Ciudadanos). Vox declinó la invitación.[56]
- 24 de abril, Canal Sur. Debate a cuatro entre candidatos al Congreso de los Diputados por Jaén: María Luisa del Moral (PPA); Felipe Sicilia (PSOE-A); Francisco Javier Sánchez (UP) y Mariam Adán (Ciudadanos). Vox declinó la invitación.[56]
- 24 de abril, Canal Sur. Debate a cuatro entre candidatos al Congreso de los Diputados por Málaga: Mario Cortés (PPA); Fuensanta Lima (PSOE-A); Eva García Sempere (UP) y Guillermo Díaz (Ciudadanos). Vox declinó la invitación.[56]
- 24 de abril, Canal Sur. Debate a cuatro entre candidatos al Congreso de los Diputados por Sevilla: Teresa Jiménez Becerril (PPA); Alfonso Rodríguez Gómez de Celis (PSOE-A); María Márquez (UP) y Pablo Cambronero (Ciudadanos). Vox declinó la invitación.[56]
- 24 de abril, Navarra Televisión. Debate a tres entre los cabezas de lista al Congreso de los Diputados por Navarra: Sergio Sayas (NA+), Ione Belarra (UP) y Santos Cerdán (PSN-PSOE).[57]
- 24 de abril, Canal 10. Debate a cuatro entre candidatos al Congreso de los Diputados por Asturias: Isidro Martínez Oblanca (PP Asturias-FAC); Roberto García Morís (FSA-PSOE); Juan Ponte (UP) e Ignacio Prendes (Ciudadanos).
- 25 de abril, Corporación Extremeña de Medios Audiovisuales (Canal Extremadura Televisión, Canal Extremadura Radio). Debate a cuatro entre cabezas de lista al Congreso de los Diputados por Badajoz y Cáceres: Víctor Píriz (PP Extremadura) por Badajoz; Valentín García (PSOE Extremadura-PSOE) por Badajoz; Álvaro Jaén (UP) por Cáceres y María Victoria Domínguez (Ciudadanos) por Cáceres.[58]
- 25 de abril, Euskal Telebista 2. Debate a cinco entre candidatos al Congreso de los Diputados por Álava, Guipúzcoa y Vizcaya: Pilar Garrido (EP), Aitor Esteban (PNV), Patxi López (PSE-EE-PSOE), Oskar Matute (EH Bildu) y Javier De Andrés (PP-V).[59]
- 26 de abril, Radiotelevisión Ceuta. Debate a cinco entre los cabezas de lista al Congreso de los Diputados por Ceuta: Guillermo Martínez (PP Ceuta); José Simón (PSOE Ceuta-PSOE); Tamara Guerrero (Ciudadanos); Sara Abdeselam (UP) y Rafael Rodríguez Valero (Vox).[60]

## Participación
Se registraron 26 478 140 votos sobre un censo total de 36 898 883 electores, con lo que la participación fue del 71,76 %.
Entre los españoles residentes fuera de España, 2 099 463 electores, solo se registraron 118 357 votos, un 5,64 % de participación.
La participación en España, excluyendo los votantes del extranjero, fue del 75,75 %. La tabla siguiente desglosa esta participación por comunidades autónomas.
| CC.AA/Ciudad                     | Hora    | Hora    | Hora    | Hora    | Hora    | Hora    | Variación |
| CC.AA/Ciudad                     | 14:00   | 14:00   | 18:00   | 18:00   | 20:00   | 20:00   | Variación |
| CC.AA/Ciudad                     | 2016    | 2019    | 2016    | 2019    | 2016    | 2019    | Variación |
| -------------------------------- | ------- | ------- | ------- | ------- | ------- | ------- | --------- |
| Andalucía                        | 37,60 % | 38,94 % | 50,25 % | 57,25 % | 68,16 % | 73,31 % | 5,15 %    |
| Aragón                           | 37,88 % | 44,65 % | 50,86 % | 62,32 % | 71,89 % | 77,62 % | 5,73 %    |
| Principado de Asturias           | 34,70 % | 40,15 % | 50,84 % | 58,67 % | 68,19 % | 73,35 % | 5,16 %    |
| Islas Baleares                   | 34,48 % | 38,10 % | 47,05 % | 54,42 % | 62,58 % | 67,58 % | 5,00 %    |
| Canarias                         | 28,38 % | 30,72 % | 44,86 % | 51,00 % | 64,37 % | 68,14 % | 3,77 %    |
| Cantabria                        | 39,22 % | 43,12 % | 56,19 % | 63,64 % | 73,37 % | 78,09 % | 4,72 %    |
| Castilla y León                  | 37,18 % | 41,80 % | 53,33 % | 62,00 % | 73,34 % | 78,24 % | 4,90 %    |
| Castilla-La Mancha               | 38,92 % | 42,71 % | 52,44 % | 62,35 % | 72,94 % | 78,02 % | 5,08 %    |
| Cataluña                         | 32,31 % | 43,52 % | 46,38 % | 64,20 % | 65,60 % | 77,58 % | 11,98 %   |
| Extremadura                      | 39,48 % | 42,87 % | 51,40 % | 60,22 % | 70,45 % | 76,31 % | 5,86 %    |
| Galicia                          | 34,07 % | 36,97 % | 51,68 % | 58,93 % | 69,63 % | 73,97 % | 4,34 %    |
| La Rioja                         | 40,94 % | 44,76 % | 55,61 % | 61,62 % | 74,71 % | 78,11 % | 3,40 %    |
| Comunidad de Madrid              | 39,01 % | 43,61 % | 54,48 % | 65,11 % | 74,26 % | 79,75 % | 5,49 %    |
| Región de Murcia                 | 39,96 % | 43,41 % | 52,89 % | 61,85 % | 71,35 % | 75,69 % | 4,34 %    |
| Navarra                          | 38,03 % | 43,79 % | 51,77 % | 60,97 % | 70,58 % | 76,29 % | 5,71 %    |
| Comunidad Valenciana             | 43,34 % | 45,87 % | 56,51 % | 61,67 % | 74,09 % | 76,34 % | 2,25 %    |
| País Vasco                       | 36,05 % | 41,75 % | 51,36 % | 60,05 % | 67,44 % | 74,52 % | 7,08 %    |
| Ceuta                            | 24,97 % | 30,47 % | 37,51 % | 48,84 % | 52,59 % | 63,97 % | 11,38 %   |
| Melilla                          | 21,82 % | 28,14 % | 34,32 % | 45,45 % | 51,35 % | 63,05 % | 11,70 %   |
| Total                            | 36,87 % | 41,49 % | 51,21 % | 60,76 % | 69,83 % | 75,75 % | 5,92 %    |
| Fuentes: Ministerio del Interior |         |         |         |         |         |         |           |

## Resultados

### Congreso de los Diputados
|  | 28,67 % |

|  | 16,69 % |

|  | 15,86 % |

|  | 11,06 % |

|  | 10,26 % |

|  | 3,89 % |

|  | 2,35 % |

|  | 1,91 % |

|  | 1,51 % |

|  | 0,99 % |

|  | 0,91 % |

|  | 0,66 % |

|  | 0,53 % |

|  | 0,41 % |

|  | 0,20 % |

|  | 1,25 % |

|  | 0,43 % |

|  | 0,36 % |

|  | 1,28 % |

|  | 0,76 % |

|  | 98,96 % |

|  | 71,76 % |

|  | 1,04 % |

|  | 71,76 % |

|  | 28,24 % |

1. ↑  111 del PSOE, 12 del PSC.
2. ↑  66 del PP.
3. ↑  28 de Podemos, 4 de IU y 1 de Equo.
4. ↑  2 de Barcelona en Comú, 2 de Podemos, 2 de ICV y 1 de EUiA.
5. ↑  1 de IU y 1 de Podemos.
6. ↑  Respecto a los 4 diputados de Compromís electos en las elecciones generales de 2016 con la coalición Compromís-Podemos-EUPV: A la Valenciana.
7. ↑  2 de Unión del Pueblo Navarro.

#### Resultados por circunscripción

Porcentaje de PSOE, PP, Ciudadanos, Unidas Podemos-En Comú Podem-En Común y Vox por circunscripciones

| Circunscripción        | C. A. |     |    |    |    |    |    |   |   |   |   |   |   |   |   |   | Total |
| ---------------------- | ----- | --- | -- | -- | -- | -- | -- | - | - | - | - | - | - | - | - | - | ----- |
| Álava                  | PVA   | 1   | 0  | 0  | 1  | 0  |    |   |   | 1 | 1 |   |   |   |   |   | 4     |
| Albacete               | CLM   | 2   | 1  | 1  | 0  | 0  |    |   |   |   |   |   |   |   |   |   | 4     |
| Alicante               | CVA   | 4   | 3  | 2  | 2  | 1  | 0  |   |   |   |   |   |   |   | 0 |   | 12    |
| Almería                | AND   | 2   | 2  | 1  | 0  | 1  |    |   |   |   |   |   |   |   |   |   | 6     |
| Asturias               | AST   | 3   | 1  | 1  | 1  | 1  |    |   |   |   |   |   |   |   |   |   | 7     |
| Ávila                  | CYL   | 1   | 1  | 1  | 0  | 0  |    |   |   |   |   |   |   |   |   |   | 3     |
| Badajoz                | EXT   | 3   | 1  | 1  | 0  | 1  |    |   |   |   |   |   |   |   |   |   | 6     |
| Baleares, Islas        | IBA   | 3   | 1  | 1  | 2  | 1  | 0  |   |   |   |   |   |   |   |   |   | 8     |
| Barcelona              | CAT   | 9   | 1  | 4  |    | 1  | 8  | 6 | 3 |   |   |   |   |   |   |   | 32    |
| Burgos                 | CYL   | 2   | 1  | 1  | 0  | 0  |    |   |   |   |   |   |   |   |   |   | 4     |
| Cáceres                | EXT   | 2   | 1  | 1  | 0  | 0  |    |   |   |   |   |   |   |   |   |   | 4     |
| Cádiz                  | AND   | 3   | 1  | 2  | 2  | 1  |    |   |   |   |   |   |   |   |   |   | 9     |
| Cantabria              | CAN   | 2   | 1  | 1  | 0  | 0  |    |   |   |   |   |   |   |   |   | 1 | 5     |
| Castellón              | CVA   | 2   | 1  | 1  | 1  | 0  | 0  |   |   |   |   |   |   |   | 0 |   | 5     |
| Ceuta                  | CEU   | 1   | 0  | 0  | 0  | 0  |    |   |   |   |   |   |   |   |   |   | 1     |
| Ciudad Real            | CLM   | 2   | 1  | 1  | 0  | 1  |    |   |   |   |   |   |   |   |   |   | 5     |
| Córdoba                | AND   | 2   | 1  | 1  | 1  | 1  |    |   |   |   |   |   |   |   |   |   | 6     |
| Coruña, La             | GAL   | 3   | 3  | 1  |    | 0  |    |   |   |   |   | 1 |   |   |   |   | 8     |
| Cuenca                 | CLM   | 2   | 1  | 0  | 0  | 0  |    |   |   |   |   |   |   |   |   |   | 3     |
| Gerona                 | CAT   | 1   | 0  | 0  |    | 0  | 3  | 0 | 2 |   |   |   |   |   |   |   | 6     |
| Granada                | AND   | 3   | 1  | 1  | 1  | 1  |    |   |   |   |   |   |   |   |   |   | 7     |
| Guadalajara            | CLM   | 1   | 1  | 1  | 0  | 0  |    |   |   |   |   |   |   |   |   |   | 3     |
| Guipúzcoa              | PVA   | 1   | 0  | 0  | 1  | 0  |    |   |   | 2 | 2 |   |   |   |   |   | 6     |
| Huelva                 | AND   | 2   | 1  | 1  | 1  | 0  |    |   |   |   |   |   |   |   |   |   | 5     |
| Huesca                 | ARA   | 1   | 1  | 1  | 0  | 0  |    |   |   |   |   |   |   |   |   |   | 3     |
| Jaén                   | AND   | 3   | 1  | 1  | 0  | 0  |    |   |   |   |   |   |   |   |   |   | 5     |
| León                   | CYL   | 2   | 1  | 1  | 0  | 0  |    |   |   |   |   |   |   |   |   |   | 4     |
| Lérida                 | CAT   | 1   | 0  | 0  |    | 0  | 2  | 0 | 1 |   |   |   |   |   |   |   | 4     |
| Lugo                   | GAL   | 2   | 2  | 0  |    | 0  |    |   |   |   |   | 0 |   |   |   |   | 4     |
| Madrid                 | MAD   | 11  | 7  | 8  | 6  | 5  |    |   |   |   |   |   |   |   |   |   | 37    |
| Málaga                 | AND   | 4   | 2  | 2  | 2  | 1  |    |   |   |   |   |   |   |   |   |   | 11    |
| Melilla                | MEL   | 0   | 1  | 0  | 0  | 0  |    |   |   |   |   |   |   |   |   |   | 1     |
| Murcia                 | MUR   | 3   | 2  | 2  | 1  | 2  |    |   |   |   |   |   |   |   |   |   | 10    |
| Navarra                | NAV   | 2   |    |    | 1  | 0  |    |   |   |   | 0 |   |   | 2 |   |   | 5     |
| Orense                 | GAL   | 2   | 2  | 0  |    | 0  |    |   |   |   |   | 0 |   |   |   |   | 4     |
| Palencia               | CYL   | 1   | 1  | 1  | 0  | 0  |    |   |   |   |   |   |   |   |   |   | 3     |
| Palmas, Las            | ICA   | 3   | 2  | 1  | 2  | 0  |    |   |   |   |   |   | 0 |   |   |   | 8     |
| Pontevedra             | GAL   | 3   | 2  | 1  |    | 0  |    |   |   |   |   | 1 |   |   |   |   | 7     |
| Rioja, La              | RIO   | 2   | 1  | 1  | 0  | 0  |    |   |   |   |   |   |   |   |   |   | 4     |
| Salamanca              | CYL   | 1   | 2  | 1  | 0  | 0  |    |   |   |   |   |   |   |   |   |   | 4     |
| Santa Cruz de Tenerife | ICA   | 2   | 1  | 1  | 1  | 0  |    |   |   |   |   |   | 2 |   |   |   | 7     |
| Segovia                | CYL   | 1   | 1  | 1  | 0  | 0  |    |   |   |   |   |   |   |   |   |   | 3     |
| Sevilla                | AND   | 5   | 2  | 2  | 2  | 1  |    |   |   |   |   |   |   |   |   |   | 12    |
| Soria                  | CYL   | 1   | 1  | 0  | 0  | 0  |    |   |   |   |   |   |   |   |   |   | 2     |
| Tarragona              | CAT   | 1   | 0  | 1  |    | 0  | 2  | 1 | 1 |   |   |   |   |   |   |   | 6     |
| Teruel                 | ARA   | 1   | 1  | 1  | 0  | 0  |    |   |   |   |   |   |   |   |   |   | 3     |
| Toledo                 | CLM   | 2   | 2  | 1  | 0  | 1  |    |   |   |   |   |   |   |   |   |   | 6     |
| Valencia               | CVA   | 4   | 3  | 3  | 2  | 2  | 0  |   |   |   |   |   |   |   | 1 |   | 15    |
| Valladolid             | CYL   | 2   | 1  | 1  | 0  | 1  |    |   |   |   |   |   |   |   |   |   | 5     |
| Vizcaya                | PVA   | 2   | 0  | 0  | 2  | 0  |    |   |   | 3 | 1 |   |   |   |   |   | 8     |
| Zamora                 | CYL   | 1   | 1  | 1  | 0  | 0  |    |   |   |   |   |   |   |   |   |   | 3     |
| Zaragoza               | ARA   | 3   | 1  | 1  | 1  | 1  |    |   |   |   |   |   |   |   |   |   | 7     |
| TOTAL                  | —     | 123 | 66 | 57 | 33 | 24 | 15 | 7 | 7 | 6 | 4 | 2 | 2 | 2 | 1 | 1 | 350   |

### Senado
| Lista electoral | Lista electoral                                                 | Integrantes                                                       | Senadores (escaños) | Diferencia (± escaños) |
| --------------- | --------------------------------------------------------------- | ----------------------------------------------------------------- | ------------------- | ---------------------- |
|                 | Partido Socialista Obrero Español PSOE                          | PSOE PSC                                                          | 123                 | 80                     |
|                 | Partido Popular PP                                              | PP FORO                                                           | 54                  | 76                     |
|                 | Esquerra Republicana de Catalunya-Sobiranistes ERC-SOBIRANISTES | ERC Sobiranistes                                                  | 11                  | 1                      |
|                 | Euzko Alderdi Jeltzalea-Partido Nacionalista Vasco EAJ-PNV      | EAJ-PNV                                                           | 9                   | 4                      |
|                 | Ciudadanos-Partido de la Ciudadanía Cs                          | Ciudadanos                                                        | 4                   | 4                      |
|                 | Navarra Suma NA+                                                | UPN Ciudadanos PP                                                 | 3                   | 3                      |
|                 | Junts per Catalunya JxCAT-JUNTS                                 | JxCAT PDeCAT CDC                                                  | 2                   | 2                      |
|                 | Agrupación Socialista Gomera ASG                                | ASG                                                               | 1                   |                        |
|                 | Euskal Herria Bildu EH BILDU                                    | EH Bildu                                                          | 1                   | 1                      |
|                 | Unidas Podemos PODEMOS-IU-EQUO                                  | Ver lista Podemos IU Equo Cambio-Aldaketa Veus Progressistes AAeC | 0                   | 8                      |
|                 | En Comú Podem ECP-GUANYEM EL CANVI                              | Ver lista BeC Podem ICV EUiA CatEnComú                            | 0                   | 4                      |
|                 | Compromís COMPROMÍS 2019                                        | Compromís                                                         | 0                   | 1                      |

#### Resultados por circunscripción
| Circunscripción  | C. A. |     |    |    |   |   |   |   |   |   |   |   |   | Total |
| ---------------- | ----- | --- | -- | -- | - | - | - | - | - | - | - | - | - | ----- |
| Álava            | PVA   | 1   | 0  |    | 3 | 0 |   |   |   | 0 | 0 |   |   | 4     |
| Albacete         | CLM   | 3   | 1  |    |   | 0 |   |   |   |   | 0 |   |   | 4     |
| Alicante         | CVA   | 3   | 1  |    |   | 0 |   |   |   |   | 0 |   | 0 | 4     |
| Almería          | AND   | 3   | 1  |    |   | 0 |   |   |   |   | 0 |   |   | 4     |
| Asturias         | AST   | 3   | 1  |    |   | 0 |   |   |   |   | 0 |   |   | 4     |
| Ávila            | CYL   | 1   | 3  |    |   | 0 |   |   |   |   | 0 |   |   | 4     |
| Badajoz          | EXT   | 3   | 1  |    |   | 0 |   |   |   |   | 0 |   |   | 4     |
| Barcelona        | CAT   | 2   | 0  | 2  |   | 0 |   | 0 |   |   |   | 0 |   | 4     |
| Burgos           | CYL   | 3   | 1  |    |   | 0 |   |   |   |   | 0 |   |   | 4     |
| Cáceres          | EXT   | 3   | 1  |    |   | 0 |   |   |   |   | 0 |   |   | 4     |
| Cádiz            | AND   | 3   | 0  |    |   | 1 |   |   |   |   | 0 |   |   | 4     |
| Cantabria        | CAN   | 3   | 1  |    |   | 0 |   |   |   |   | 0 |   |   | 4     |
| Castellón        | CVA   | 3   | 1  |    |   | 0 |   |   |   |   | 0 |   | 0 | 4     |
| Ceuta            | CEU   | 2   | 0  |    |   | 0 |   |   |   |   | 0 |   |   | 2     |
| Ciudad Real      | CLM   | 3   | 1  |    |   | 0 |   |   |   |   | 0 |   |   | 4     |
| Córdoba          | AND   | 3   | 1  |    |   | 0 |   |   |   |   | 0 |   |   | 4     |
| Coruña, La       | GAL   | 3   | 1  |    |   | 0 |   |   |   |   | 0 |   |   | 4     |
| Cuenca           | CLM   | 3   | 1  |    |   | 0 |   |   |   |   | 0 |   |   | 4     |
| El Hierro        | ICA   | 1   | 0  |    |   | 0 |   |   |   |   | 0 |   |   | 1     |
| Fuerteventura    | ICA   | 1   | 0  |    |   | 0 |   |   |   |   | 0 |   |   | 1     |
| Gerona           | CAT   | 0   | 0  | 3  |   | 0 |   | 1 |   |   |   | 0 |   | 4     |
| Gran Canaria     | ICA   | 2   | 1  |    |   | 0 |   |   |   |   | 0 |   |   | 3     |
| Granada          | AND   | 3   | 1  |    |   | 0 |   |   |   |   | 0 |   |   | 4     |
| Guadalajara      | CLM   | 3   | 1  |    |   | 0 |   |   |   |   | 0 |   |   | 4     |
| Guipúzcoa        | PVA   | 0   | 0  |    | 3 | 0 |   |   |   | 1 | 0 |   |   | 4     |
| Huelva           | AND   | 3   | 1  |    |   | 0 |   |   |   |   | 0 |   |   | 4     |
| Huesca           | ARA   | 3   | 1  |    |   | 0 |   |   |   |   | 0 |   |   | 4     |
| Ibiza-Formentera | IBA   | 1   | 0  |    |   | 0 |   |   |   |   | 0 |   |   | 1     |
| Jaén             | AND   | 3   | 1  |    |   | 0 |   |   |   |   | 0 |   |   | 4     |
| La Gomera        | ICA   | 0   | 0  |    |   | 0 |   |   | 1 |   | 0 |   |   | 1     |
| La Palma         | ICA   | 1   | 0  |    |   | 0 |   |   |   |   | 0 |   |   | 1     |
| La Rioja         | RIO   | 3   | 1  |    |   | 0 |   |   |   |   | 0 |   |   | 4     |
| Lanzarote        | ICA   | 1   | 0  |    |   | 0 |   |   |   |   | 0 |   |   | 1     |
| León             | CYL   | 3   | 1  |    |   | 0 |   |   |   |   | 0 |   |   | 4     |
| Lérida           | CAT   | 0   | 0  | 3  |   | 0 |   | 1 |   |   |   | 0 |   | 4     |
| Lugo             | GAL   | 1   | 3  |    |   | 0 |   |   |   |   | 0 |   |   | 4     |
| Madrid           | MAD   | 2   | 1  |    |   | 1 |   |   |   |   | 0 |   |   | 4     |
| Málaga           | AND   | 3   | 1  |    |   | 0 |   |   |   |   | 0 |   |   | 4     |
| Mallorca         | IBA   | 2   | 1  |    |   | 0 |   |   |   |   | 0 |   |   | 3     |
| Melilla          | MEL   | 0   | 2  |    |   | 0 |   |   |   |   | 0 |   |   | 2     |
| Menorca          | IBA   | 1   | 0  |    |   | 0 |   |   |   |   | 0 |   |   | 1     |
| Murcia           | MUR   | 2   | 2  |    |   | 0 |   |   |   |   | 0 |   |   | 4     |
| Navarra          | NAV   | 1   |    |    |   |   | 3 |   |   |   | 0 |   |   | 4     |
| Orense           | GAL   | 1   | 3  |    |   | 0 |   |   |   |   | 0 |   |   | 4     |
| Palencia         | CYL   | 2   | 2  |    |   | 0 |   |   |   |   | 0 |   |   | 4     |
| Pontevedra       | GAL   | 3   | 1  |    |   | 0 |   |   |   |   | 0 |   |   | 4     |
| Salamanca        | CYL   | 1   | 3  |    |   | 0 |   |   |   |   | 0 |   |   | 4     |
| Segovia          | CYL   | 2   | 2  |    |   | 0 |   |   |   |   | 0 |   |   | 4     |
| Sevilla          | AND   | 3   | 0  |    |   | 1 |   |   |   |   | 0 |   |   | 4     |
| Soria            | CYL   | 2   | 2  |    |   | 0 |   |   |   |   | 0 |   |   | 4     |
| Tarragona        | CAT   | 1   | 0  | 3  |   | 0 |   | 0 |   |   |   | 0 |   | 4     |
| Tenerife         | ICA   | 2   | 1  |    |   | 0 |   |   |   |   | 0 |   |   | 3     |
| Teruel           | ARA   | 3   | 1  |    |   | 0 |   |   |   |   | 0 |   |   | 4     |
| Toledo           | CLM   | 3   | 1  |    |   | 0 |   |   |   |   | 0 |   |   | 4     |
| Valencia         | CVA   | 3   | 1  |    |   | 0 |   |   |   |   | 0 |   | 0 | 4     |
| Valladolid       | CYL   | 3   | 1  |    |   | 0 |   |   |   |   | 0 |   |   | 4     |
| Vizcaya          | PVA   | 1   | 0  |    | 3 | 0 |   |   |   | 0 | 0 |   |   | 4     |
| Zamora           | CYL   | 2   | 2  |    |   | 0 |   |   |   |   | 0 |   |   | 4     |
| Zaragoza         | ARA   | 3   | 0  |    |   | 1 |   |   |   |   | 0 |   |   | 4     |
| TOTAL            | —     | 122 | 55 | 11 | 9 | 4 | 3 | 2 | 1 | 1 | 0 | 0 | 0 | 208   |

#### Cargos electos por circunscripciones

##### Por regiones
- Elecciones al Senado de 2019 (Valencia)

### Según eje ideológico
A pesar de la amplia victoria del PSOE en votos y escaños en estas elecciones, obteniendo una diferencia de más de tres millones de votos y 12 puntos porcentuales con respecto al segundo partido (PP), España prácticamente estuvo dividida al 50% entre el voto a partidos de ámbito estatal de izquierda y de derecha. Sin embargo, teniendo en cuenta los votos, escaños y porcentajes del cómputo total del Congreso de los Diputados, la diferencia en votos entre los bloques se separa casi 9 veces, a favor de la izquierda, y el número de escaños de diferencia aumenta en un 11%, también a favor del bloque de izquierda:
| Bloque | Bloque     | Votos            | Porcentaje     | Escaños |
| --- | ---------- | ---------------- | -------------- | ------- |
| Izquierda | Nacional   | 11 264 287       | 42,99 %        | 165/350 |
| Izquierda | Total      | 12 718 147       | 47,87 %        | 185/350 |
| |            |                  |                |         |
| Derecha | Nacional   | 11 217 410       | 42,81 %        | 147/350 |
| Derecha | Total      | 12 359 364       | 47,17 %        | 165/350 |
| Diferencia | Diferencia | +46 877 +411 049 | +0,18 % +0,9 % | +18 +20 |
| Izquierda estatal: PSOE, Unidas Podemos, En Comú Podem, En Común. Izquierda total: Estatal, ERC-S, EH Bildu y Compromís. Derecha estatal: PP, Cs, Vox. // Derecha total: Estatal, JxCAT-JUNTS, PNV, CC-PNC, NA+. |            |                  |                |         |

| Bloque                                                                                                   | Votos     | Porcentaje (sobre ambos bloques) | Porcentaje (sobre total partidos) | Escaños |
| --- | --------- | -------------------------------- | --------------------------------- | ------- |
| No independentista                                                                                       | 2 406 981 | 59,55 %                          | 58,05 %                           | 26/48   |
| Independentista                                                                                          | 1 634 986 | 40,45 %                          | 39,43 %                           | 22/48   |
| Diferencia                                                                                               | +771 995  | +19,10                           | +11,44                            | +4      |
| No independentista: PSC, En Comú Podem, Cs, PP, Vox. Independentista: ERC, JxCAT-JUNTS, Front Republicà. |           |                                  |                                   |         |

## Investidura del Presidente del Gobierno
El 5 de junio de 2019, tras la renovación del Congreso de los Diputados, el rey Felipe VI inició una ronda de consultas con los representantes designados por los partidos políticos con presencia parlamentaria, en cumplimiento de lo dispuesto en el artículo 99.1 de la Constitución. Al término de la misma, la presidenta del Congreso de los Diputados, Meritxell Batet, anunció que el rey había propuesto como candidato a presidente del Gobierno a Pedro Sánchez, líder del partido más votado.22 El debate de investidura comenzó el 22 de julio de 2019.23
| Notas: Los cuatro diputados ausentes fueron los diputados suspendidos por sus procesos judiciales: Oriol Junqueras (ERC), Josep Rull (JxCAT), Jordi Sànchez (JxCAT) y Jordi Turull (JxCAT). |

Después de que Pedro Sánchez no lograse vencer en el debate de investidura, el viernes 26 de julio Felipe VI decidió no abrir una nueva ronda de consultas hasta que los partidos alcanzasen un acuerdo suficiente para formar Gobierno. Sin embargo, el monarca dio de plazo hasta el 3 de septiembre para que los grupos políticos alcanzaran un acuerdo, situación que no ocurrió; por lo tanto, celebró una nueva ronda de consultas entre el lunes 16 y el martes 17 de septiembre para cumplir con el precepto constitucional que le obliga a constatar por sí mismo si existe o no una mayoría parlamentaria suficiente a favor de algún candidato. Al certificar que ningún candidato tenía los apoyos necesarios, el Jefe del Estado le comunicó al Congreso de los Diputados, por medio de su Presidenta, su decisión. A las 0:00 horas del martes 24 de septiembre, ningún candidato había obtenido la confianza del Parlamento, por lo que Felipe VI, con el visto bueno de la presidenta del Congreso de los Diputados Meritxell Batet, disolvió las Cortes Generales y convocó elecciones generales para el día 10 de noviembre.
| Candidato     | Fecha                                                     | Voto |     |    |    |    |    |    |   |   |   |   |   |   |   |   |   | Total   |
| ------------- | --------------------------------------------------------- | ---- | --- | -- | -- | -- | -- | -- | - | - | - | - | - | - | - | - | - | ------- |
| Pedro Sánchez | 23 de julio de 2019 Mayoría requerida: Absoluta (176/350) | Sí   | 123 |    |    |    |    |    |   |   |   |   |   |   |   |   | 1 | 124/350 |
| Pedro Sánchez | 23 de julio de 2019 Mayoría requerida: Absoluta (176/350) | No   |     | 66 | 57 | 1  | 24 | 14 |   | 4 |   |   |   | 2 | 2 |   |   | 170/350 |
| Pedro Sánchez | 23 de julio de 2019 Mayoría requerida: Absoluta (176/350) | Abs. |     |    |    | 32 |    |    | 7 |   | 6 | 4 | 2 |   |   | 1 |   | 52/350  |
| Pedro Sánchez | 23 de julio de 2019 Mayoría requerida: Absoluta (176/350) | Aus. |     |    |    |    |    | 1  |   | 3 |   |   |   |   |   |   |   | 4/350   |
| Pedro Sánchez |                                                           |      |     |    |    |    |    |    |   |   |   |   |   |   |   |   |   |         |
| Pedro Sánchez | 25 de julio de 2019 Mayoría requerida: Simple             | Sí   | 123 |    |    |    |    |    |   |   |   |   |   |   |   |   | 1 | 124/350 |
| Pedro Sánchez | 25 de julio de 2019 Mayoría requerida: Simple             | No   |     | 66 | 57 |    | 24 |    |   | 4 |   |   |   | 2 | 2 |   |   | 155/350 |
| Pedro Sánchez | 25 de julio de 2019 Mayoría requerida: Simple             | Abs. |     |    |    | 33 |    | 14 | 7 |   | 6 | 4 | 2 |   |   | 1 |   | 67/350  |
| Pedro Sánchez | 25 de julio de 2019 Mayoría requerida: Simple             | Aus. |     |    |    |    |    | 1  |   | 3 |   |   |   |   |   |   |   | 4/350   |